# 傅育寧
傅育寧（1957年3月4日—），祖籍甘肃徽县，中国企业家。

## 生平
高中毕业于石家庄铁路第三中学。1975年赴河北栾城县插队。1982年毕业于大连工学院港口工程专业，获学士学位。1986年获英国布鲁诺尔大学海洋工程学博士，其后在该校作为博士后研究员从事研究。历任深圳赤湾石油基地董事总经理、中国南山开发(集团)股份有限公司董事总经理、招商局集团之常务董事兼副总裁等职。曾任招商局集團有限公司、招商局國際有限公司、中國國際海運集裝箱（集團）股份有限公司、招商局能源運輸股份有限公司董事长，信和置業有限公司及嘉德置地有限公司獨立非執行董事。曾任華潤集團董事長。
而曾任董事包括利和經銷有限公司（獨立非執行）、招商局中國基金有限公司董事長及招商銀行有限公司董事長（非執行）。
2014年4月23日，傅育宁任华润集团有限公司董事长，以接替被免职的宋林。
2018年1月，当选第十三届全国政协委员。

## 公職
- 2013年經濟發展委員會成員

## 外部連結
- 招商局董事局[]